# Guglielmo Morresi
Guglielmo Morresi, né le 23 novembre 1904 à Rome et mort le 17 juin 1972 à Rome, est un acteur et chorégraphe italien.

## Biographie
Guglielmo Morresi a participé à une quinzaine de films entre 1935 et 1940, dont huit films pendant la seule année 1938.
En 1934, il est un mime dans le rôle de Sancho Pança dans El retablo de Maese Pedro de Manuel de Falla au Palais Pitti à Florence.
En 1935, il est danseur dans Alceste dans le jardin de Boboli à Florence, et en 1936 dans le ballet Volta la lanterne d'Ezio Carabella avec Attilia Radice au Teatro dell'opera de Rome.
Il a travaillé avec des réalisateurs talentueux comme Mario Mattoli, Michael Balcon, Nunzio Malasomma, Aldo Vergano, Gallon, Alessandro Blasetti, Augusto Genina et Bonnard, et joué aux côtés d'acteurs comme Assia Noris, Guido Celano, Fosco Giachetti, Gino Cervi, Amedeo Nazzari et Luisa Ferida. 
Il a eu également un rôle de chorégraphe dans un film en 1939, et deux autres en 1952. Il a également travaillé en Espagne.
En 1947, il dirige la «Companhia Portuguesa de Bailado Verde-Gaio».
En 1949, il est le chorégraphe de la création du ballet Monde tondo de Ennio Porrino, et en 1951 dans Blanche-neige de Riccardo Zandonai avec la Radice et Guido Lauri au Teatro dell'opera di Roma.
En 1952, il est le chorégraphe des thermes de Caracalla de Rome dans Mefistofele d'Arrigo Boito, de l'opéra Carmen de Georges Bizet et Les Horaces de Porrino. En 1953, il est le chorégraphe de Giocondo e il suo re de Carlo Jachino, il crée Bolle di sapone de Franco Casavola, travaille sur Faust de Charles Gounod et sur Les Joyaux de La Madone d'Ermanno Wolf-Ferrari au Teatro dell'Opera et sur Aida à Caracalla.
Il poursuit ses activités en tant que chorégraphe, à Rome, jusqu'en 1962, avec la première de L'isola degli incanti de Salvatore Allegra au Teatro dell'Opera.
Le dernier film qui a été dans ce dernier rôle, réalisé par Cesare Barlacchi, est une adaptation cinématographique de l'opéra La Favorita de Gaetano Donizetti. Il est mort à Rome en 1972 (sa date de naissance est inconnue), et enterré dans le Cimitero Flaminio de la capitale.

## Filmographie
- 1935 : Je n'aime que toi de Mario Mattoli
- 1936 : Arme bianche de Ferdinando Maria Poggioli
- 1937 : I tre desideri de Giorgio Ferroni et Kurt Gerron
- 1937 : Nina, non far la stupida de Nunzio Malasomma
- 1937 : l feroce Saladino de Mario Bonnard
- 1938 : Pietro Micca d'Aldo Vergano
- 1938 : La princesse Tarakanova de Mario Soldati
- 1938 : Giuseppe Verdi de Carmine Gallone
- 1938 : L'argine de Corrado D'Errico
- 1938 : La mazurka di papa d'Oreste Biancoli
- 1938 : L'amor mio non muore!  de Giuseppe Amato
- 1938 : La dama bianca de Mario Mattoli
- 1938 : Ettore Fieramosca d'Alessandro Blasetti
- 1939 : Castelli in aria d'Augusto Genina
- 1939 : Finisce sempre cosi d'Enrique Susini, chorégraphe
- 1940 : Il conte di Bréchard de Mario Bonnard
- 1952 : Tra due bandiere (Lola, la piconera) de Luis Lucia Mingarro, en Espagne, chorégraphe
- 1952 : La Favorita de Cesare Barlacchi, chorégraphe